# Andrew Lang (cestista)
Andrew Charles Lang jr. (Pine Bluff, 28 giugno 1966) è un ex cestista statunitense, professionista nella NBA.

## Carriera
È stato selezionato dai Phoenix Suns al secondo giro del Draft NBA 1988 (28ª scelta assoluta).

## Statistiche

### College
| Anno      | Squadra         | PG  | PT | MP   | TC%  | 3P% | TL%  | RP  | AP  | PRP | SP  | PP  |
| --------- | --------------- | --- | -- | ---- | ---- | --- | ---- | --- | --- | --- | --- | --- |
| 1984-1985 | Ark. Razorbacks | 33  | 8  | 14,2 | 40,5 | -   | 56,3 | 2,0 | 0,2 | 0,3 | 0,7 | 2,6 |
| 1985-1986 | Ark. Razorbacks | 26  | 25 | 26,7 | 46,6 | -   | 60,7 | 6,5 | 0,5 | 0,6 | 2,5 | 8,2 |
| 1986-1987 | Ark. Razorbacks | 32  | 24 | 22,6 | 50,0 | -   | 64,4 | 7,4 | 0,3 | 0,5 | 2,7 | 8,1 |
| 1987-1988 | Ark. Razorbacks | 30  | 29 | 24,8 | 52,7 | -   | 45,0 | 7,3 | 0,3 | 0,4 | 2,6 | 9,3 |
| Carriera  | Carriera        | 121 | 86 | 21,7 | 48,9 | -   | 57,5 | 5,7 | 0,3 | 0,4 | 2,1 | 6,9 |

### NBA

#### Regular Season
| Anno      | Squadra            | PG  | PT  | MP   | TC%  | 3P%  | TL%  | RP  | AP  | PRP | SP  | PP   |
| --------- | ------------------ | --- | --- | ---- | ---- | ---- | ---- | --- | --- | --- | --- | ---- |
| 1988-1989 | Phoenix Suns       | 62  | 25  | 8,5  | 51,3 | -    | 65,0 | 2,4 | 0,1 | 0,3 | 0,8 | 2,6  |
| 1989-1990 | Phoenix Suns       | 74  | 0   | 13,7 | 55,7 | -    | 65,3 | 3,7 | 0,3 | 0,3 | 1,8 | 3,5  |
| 1990-1991 | Phoenix Suns       | 63  | 18  | 18,3 | 57,7 | 0,0  | 71,5 | 4,8 | 0,4 | 0,3 | 2,0 | 4,9  |
| 1991-1992 | Phoenix Suns       | 81  | 71  | 24,3 | 52,2 | 0,0  | 76,8 | 6,7 | 0,5 | 0,6 | 2,5 | 7,7  |
| 1992-1993 | Philadelphia 76ers | 73  | 59  | 25,5 | 42,5 | 20,0 | 76,3 | 6,0 | 1,1 | 0,6 | 1,9 | 5,3  |
| 1993-1994 | Atlanta Hawks      | 82  | 0   | 19,6 | 46,9 | 25,0 | 68,9 | 3,8 | 0,6 | 0,5 | 1,1 | 6,1  |
| 1994-1995 | Atlanta Hawks      | 82  | 63  | 28,5 | 47,3 | 66,7 | 80,9 | 5,6 | 0,9 | 0,5 | 1,8 | 9,7  |
| 1995-1996 | Atlanta Hawks      | 51  | 51  | 35,6 | 45,4 | 0,0  | 80,5 | 6,5 | 1,2 | 0,7 | 1,7 | 12,9 |
| 1995-1996 | Minnesota T'wolves | 20  | 18  | 27,5 | 42,1 | 50,0 | 78,9 | 6,1 | 0,2 | 0,4 | 2,1 | 8,8  |
| 1996-1997 | Milwaukee Bucks    | 52  | 52  | 23,0 | 46,4 | -    | 72,1 | 5,3 | 0,5 | 0,5 | 0,9 | 5,3  |
| 1997-1998 | Milwaukee Bucks    | 57  | 0   | 12,1 | 37,8 | 0,0  | 77,2 | 2,7 | 0,3 | 0,3 | 0,5 | 2,7  |
| 1998-1999 | Chicago Bulls      | 21  | 13  | 18,4 | 32,3 | -    | 69,6 | 4,4 | 0,6 | 0,2 | 0,6 | 3,8  |
| 1999-2000 | N.Y. Knicks        | 19  | 10  | 12,8 | 43,8 | -    | 42,9 | 3,2 | 0,2 | 0,4 | 0,3 | 3,1  |
| Carriera  | Carriera           | 737 | 380 | 20,8 | 47,0 | 25,0 | 74,4 | 4,8 | 0,6 | 0,5 | 1,5 | 6,0  |

#### Playoffs
| Anno     | Squadra       | PG | PT | MP   | TC%  | 3P% | TL%  | RP  | AP  | PRP | SP  | PP   |
| -------- | ------------- | -- | -- | ---- | ---- | --- | ---- | --- | --- | --- | --- | ---- |
| 1989     | Phoenix Suns  | 4  | 0  | 2,0  | 0,0  | -   | -    | 1,5 | 0,3 | 0,0 | 0,0 | 0,0  |
| 1990     | Phoenix Suns  | 12 | 0  | 7,8  | 66,7 | -   | 57,1 | 1,7 | 0,2 | 0,3 | 0,8 | 1,3  |
| 1991     | Phoenix Suns  | 4  | 0  | 13,8 | 54,5 | -   | 82,4 | 4,5 | 0,3 | 0,3 | 0,8 | 6,5  |
| 1992     | Phoenix Suns  | 8  | 8  | 24,0 | 37,5 | -   | 78,9 | 4,0 | 0,3 | 0,4 | 1,9 | 5,6  |
| 1994     | Atlanta Hawks | 11 | 0  | 21,3 | 46,0 | 0,0 | 77,3 | 4,3 | 0,5 | 0,5 | 1,8 | 6,8  |
| 1995     | Atlanta Hawks | 3  | 3  | 33,7 | 42,9 | -   | 77,8 | 4,0 | 0,3 | 0,7 | 0,7 | 10,3 |
| Carriera | Carriera      | 42 | 11 | 16,3 | 44,4 | 0,0 | 77,0 | 3,2 | 0,3 | 0,4 | 1,2 | 4,6  |

## Palmarès
- McDonald's All-American Game (1984)